# 星野礼奈
星野 礼奈（ほしの れいな、1993年8月6日 - ）は、日本のファッションモデル、ニュースキャスター。群馬県出身。中央大学卒。

## 人物
2014年10月26日、第24代「伊豆の踊り子」（準ミス格）に選出され、以後2年間に渡って河津町の観光PR活動を行なった。
第4期JUFA GIRLのオーディションを受け、最終審査まで選出された。
2016年3月1日、はとバスの第5代イメージガールに選出された。
テレビ朝日アスクの受講生であり、BS朝日のNews Accessの学生キャスターも務めている。
2018年2月4日に大島町（東京都）で行われた「第27回椿の女王コンテスト」において第27代「ミス椿の女王」に選出され、1年間に渡り大島町の観光PR活動を行う事となった。
英語、韓国語が得意であり、アルパ演奏が特技。